# التحالف من أجل الديمقراطية في مالي
التحالف من أجل الديمقراطية في مالي - الحزب الأفريقي للتضامن والعدالة (بالفرنسية: Alliance pour la démocratie au Mali – Parti africain pour la solidarité et la justice, ADEMA-PASJ) هو حزب سياسي في مالي.
في 25 أكتوبر 1990، انضم معارضو دكتاتورية موسى تراوري إلى الحركة.